# ハーバード方式

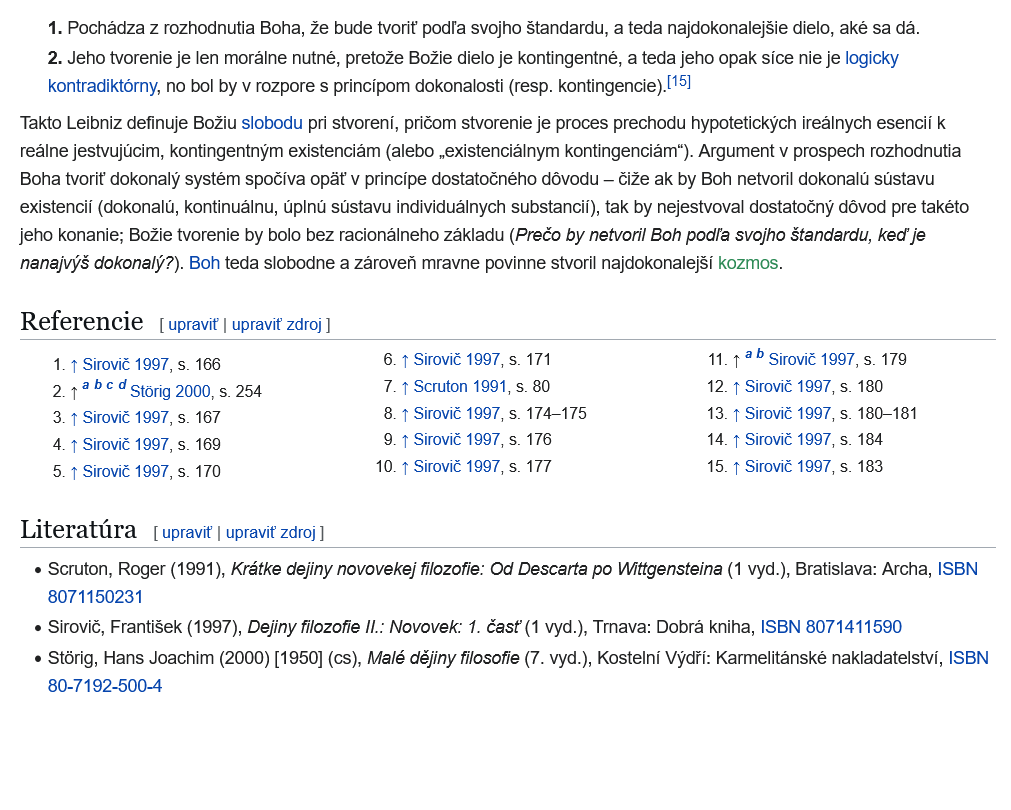
ウィキペディアにおけるハーバード方式の引用例
スロバキア語版ウィキペディアのゴットフリート・ライプニッツ（2024年8月9日00:10時点のもの）

ハーバード方式（ハーバードほうしき、英語: Harvard referencing system）は、論文で引用した出典を、著者の姓と発行年に基づいて示す方法である。著者名・発行年方式 (英語: author-date referencing system)、挿入方式 (英語: parenthetical referencing system) ともいう。

## 概要
かつて本文中や各ページの脚注に散在させていた参考文献の書誌を論文末尾にまとめて列挙し、その順序を著者姓と発行年の昇順とし、本文での言及を著者姓と発行年のみで行うことが特徴である (Chernin 1988)。（下例）
本文側ハーバード方式はEdward Laurens Markによって考案された(Chernin 1988, p. 1062)。
参考文献の章Chernin, Eli (1988), “The “Harvard system”: a mystery dispelled”, BMJ : British Medical Journal 297 (6655):  pp. 1062-1063
参考文献の書誌事項を、本文に直接書かずに最後に列挙し、本文には参考文献の著者名と発行年のみを記述して出典を示す方法を、ハーバード方式という。参考文献を列挙する章は、「参考文献」(References) や「文献目録」(Bibliography)、「参照文献」「引用文献」「言及文献」(Works Cited) 等と題され、著者名は通常ファミリーネームが後に書かれる欧米などの人の名前の場合でも、それが先になり、以下のように書かれる。参考文献はその著者の姓のアルファベット順に並べられる。本文では、引用の直後に、参考文献の著者名と発行年を括弧の中に入れて示し、末尾の参考文献を参照する。例えば、(Smith 2005) のような形である。ページ番号も分かる場合は、(Smith 2005 p. 1) や (Smith 2005: 1) のように記述される。したがって、参考文献の章での書誌事項は次のように書かれる。

## 起源とバリエーション
ハーバード方式を初めて使用したのは、エドワード・ローレンス・マーク（Mark (1881)）である。彼は、ハーバード大学の解剖学の教授で動物研究所の所長であり、研究所の図書館の分類方法（図書分類法）を応用した (Chernin 1988)。
ハーバード方式は人文・社会科学以外の科学分野でよく利用されている (University of Georgia 2004, 冒頭文)。美術、歴史、文学分野では、脚注をつける方式である「ドキュメント・ノート法」 ("documentary-note") や「古典文学法」 ("humanities") が伝統的に好まれている。バンクーバー方式と呼ばれるハーバード方式のバリエーションは、主に医学分野で利用されている。最近では、「大多数の科学技術教育組織」 ("most scholarly and professional organizations") がハーバード方式を採用している。

## 書誌の書き方とその参照方法
ハーバード方式では、参考文献を論文の末尾にまとめて列挙し、本文からはその著者の苗字と出版年（ページの範囲）でその参考文献を参照する。これは、この項目の冒頭で示した例のような形となる。
- ページ番号とページ範囲は、その文献全てが参照される場合には省略される。著者の苗字は記述される文中に表れる場合は、かっこ内では省略される。これは次のような例の場合である。
  - 「ジョーンズは外傷手術分野を改革した（ジョーンズ 2001, pp. 1-999）」→「ジョーンズ（2001）は外科手術分野を改革した」
- 2 - 3人の著者を参照する場合は、「and」や「&」(アンパサンド)を使用して記述する。例えば (Author, Smith, and Jones 1991)、(Author, Smith & Jones 1991) の形である。4人以上の場合、「～ら」(et al.) を使用して記述する。例として次のようになる。(Author et al. 1992)
- 出版年が不明の場合、「不明」("n.d."[注 2]) と記述する[8]。例: (Deane n.d.)。重版された参考文献を参照する場合は、角括弧に元の出版年を記述する。例: (Marx [1867] 1967, p. 90)。
- もし、参照した複数の文献に、同一著者で同一出版年のものが存在した場合、先に発行されたものから順番にアルファベットの添え字を出版年につける。例: 2005年の場合、最初のものを2005a、2つ目を2005bとする。
- 参照は引用の直後に挿入するか、その文末の句点の前に置く。ただし、複数の文章にわたって引用を行った場合は、句点の後に置く。
- 書誌事項は論文の末尾の章に、アルファベット順で列挙する[5]。ただし、技術論文の参照の場合、アルファベット順ではなく、登場順に記述される場合もある（バンクーバー方式）[5]。これらの記載は、「参考文献」 ("References") や「参照文献」 ("Works Cited") に置かれる。文献目録 (biblography) は、本文から参照されていない非言及文献まで含むことがある点で、参照文献 (works cited) や参考文献と異なる[1]。
- 参照は本文と同じフォントで記述する。バリエーションとして、使用する分野によりフォントの記述に関してのルールが存在する場合もある（例えば、書名をイタリック体にする、論文誌の号数をボールド体もしくはアンダーラインを使用する等）[9]。

### 書誌の例
本の書誌の例としては、次の形になる。
- Smith, J. (2005a). Harvard Referencing, Wherever, Florida:Wikimedia Foundation. ISBN 1-899235-74-4.
- Smith, J. (2005b). More Harvard Referencing, Wherever, Florida:Wikimedia Foundation. ISBN 1-899235-74-4.

論文の書誌の例としては、次の形になる。
- Smith, John Maynard. (1998). The origin of altruism. Nature 393: 639-40.

新聞記事の書誌の例としては、次の形になる。
- Bowcott, O. (October 18, 2005). "Protests halt online auction to shoot stag", Guardian.

もし、記事がオフラインのものである場合、次の形になる。
- Bowcott, O. (October 18, 2005). "Protests halt online auction to shoot stag." Guardian.

ハーバード方式を採用した投稿規定としては、アメリカ心理学会のAPAスタイルが挙げられる。

## ハーバード方式と要旨の記述
ハーバード方式は要旨を記述 ("content notes") するために使用される脚注と互換性がある。ハーバード法は、参考文献の記述（"reference notes"、文章記述式の参考文献）に用いられる。ハーバード法でも要旨を記述するために脚注を利用することもある。